# Großsteingrab Roschwitz
Das Großsteingrab Roschwitz war eine jungsteinzeitliche megalithische Grabanlage in Roschwitz, einem Ortsteil von Bernburg (Saale) im Salzlandkreis, Sachsen-Anhalt. Es wurde Anfang des 19. Jahrhunderts zerstört.

## Lage
Die Anlage befand sich zwischen Roschwitz und Baalberge, an der einstigen, nach Könnern führenden Chaussee.

## Beschreibung
Nach einem Bericht von Christian Keferstein aus dem Jahr 1846 besaß das Grab eine Hügelschüttung, die damals schon länger abgetragen war. Die darin befindliche Grabkammer bestand aus großen Steinplatten und wurde nur wenige Jahre vor Kefersteins Bericht ebenfalls vollständig zerstört. Das Grab reiht sich in eine Gruppe recht ähnlicher Großsteingräber zwischen Bernburg und Köthen ein, die alle aus großen Steinplatten, statt aus Findlingen errichtet wurden. Hierzu gehören etwa die noch erhaltenen Großsteingräber Bierberg bei Gerbitz, Heringsberg bei Grimschleben und Steinerne Hütte bei Latdorf.